# Programme INTERREG France-Wallonie-Vlaanderen
Le programme INTERREG IV France-Wallonie-Vlaanderen 2007-2013 cofinancé par l'Union européenne vise à renforcer la coopération dans une zone transfrontalière de 62 000 km2, abritant quelque 10,5 millions d’habitants : les provinces de Hainaut, de Namur, de Luxembourg, de Flandre-Occidentale et Flandre-Orientale en Belgique, les départements du Nord, du Pas-de-Calais, de l’Aisne et des Ardennes en France.

## Moyens engagés
Le budget total du programme INTERREG IV France-Wallonie-Vlaanderen s’élève à 276 millions d’euros, dont 50 % sont financés par l’Union européenne via le Fonds européen de développement régional (FEDER). Le solde est pris en charge par les opérateurs et les institutions régionales ou territoriales impliquées.
Au 30 juin 2010, les fonds européens ont déjà été engagés à hauteur de 81 %. Les Comités de pilotage ont, en effet, accepté plus de 140 projets, cofinancés par le FEDER à hauteur de 114 millions d’euros.

## Thématiques
Le programme INTERREG IV France-Wallonie-Vlaanderen s’articule autour de quatre axes prioritaires :
- favoriser le développement économique de la zone par une approche transfrontalière cohérente et intégrée ;
- développer et promouvoir l’identité du territoire transfrontalier par la culture et le tourisme ;
- renforcer le sentiment d’appartenance à un espace commun en améliorant l’offre et en facilitant l’accès aux services transfrontaliers ;
- dynamiser la gestion commune du territoire par un développement durable, coordonné et intégré du cadre de vie.

## Les partenaires institutionnels
La Région wallonne est l’Autorité de gestion du programme. Elle coordonne la réalisation des actions transfrontalières avec :
- les préfectures des régions Nord-Pas-de-Calais, Picardie, Champagne-Ardenne ;
- les régions Nord-Pas-de-Calais, Picardie, Champagne-Ardenne ;
- les départements du Nord, du Pas-de-Calais, de l’Aisne, des Ardennes ;
- la communauté française de Belgique ;
- la Région flamande ;
- les provinces de Flandre-Occidentale et Flandre-Orientale.

## Réalisations du programme
Quelques-uns des résultats obtenus :
- 600 emplois créés ou maintenus, une centaine d’actions visant à favoriser le bilinguisme ;
- 208 sessions de formation transfrontalière ;
- 115 actions de coopération entre centres de compétences ;
- 62 actions de promotion de la zone transfrontalière à l’international ;
- plus de 1 200 manifestations culturelles conjointes ;
- 332 actions intégrées visant la réduction de la consommation énergétique...